# Austrolimnophila (Austrolimnophila) strigimacula
Austrolimnophila (Austrolimnophila) strigimacula is een tweevleugelige uit de familie steltmuggen (Limoniidae). De soort komt voor in het Australaziatisch gebied.